# Max Bozzoni
Max Bozzoni (Parigi, 30 maggio 1917 – Guainville, 19 aprile 2003) è stato un ballerino francese, danseur étoile del balletto dell'Opéra di Parigi dal 1947 al 1963.

## Biografia
Max Bozzoni studiò alla scuola di danza dell'Opéra di Parigi e nel 1936 si unì al corps de ballet della compagnia. Undici anni più tardi Serge Lifar lo proclamò danseur étoile del balletto dell'Opéra di Parigi. Nel corso della sua carriera danzò molti dei grandi maschili del repertorio classico e moderno, distinguendosi particolarmente come interprete dell'opera di Lifar, John Cranko e George Balanchine.
Diede il suo addio alle scene nel 1963 all'età di 45 anni, quindici dei quali trascorsi come étoile della compagnia. Nei quarant'anni successivi lavorò come maestro di balletto e répétiteur, prima alla scuola di danza del Grand Théâtre de Genève dal 1963 al 1973, poi all'École de danse de l'Opéra national de Paris dal 1973 al 1994 e infine in un proprio studio. Tra i suoi studenti si annoverano i primi ballerini Patrick Dupond, Agnès Letestu ed Aurélie Dupont.
Morì nel 2003 all'età di 85 anni, stroncato da un infarto.